# بورجير
بورجير (بالإنجليزية: Borger)‏ هي مدينة أمريكية تقع في ولاية تكساس.تبلغ مساحة هذه المدينة 22.6 (كم²)،ويبلغ عدد سكانها 13251 نسمة حسب إحصاء سنة 2010 م. تشير إحصاءات سنة 2000م بأن الكثافة السكانية في هذه المدينة تقدر بـ(632.4) نسمة/كم2.

## التركيبة السكانية
حدّد مكتب تعداد الولايات المتحدة بيانات التركيبة السكانية لبورجير في تعداد الولايات المتحدة. في ما يلي، التركيبة السكانية حسب تعدادي 2000 و2010.

### تعداد عام 2000
بلغ عدد سكان بورجير 14,302 نسمة بحسب تعداد عام 2000، وبلغ عدد الأسر 5,591 أسرة وعدد العائلات 3,996 عائلة مقيمة في المدينة. في حين سجلت الكثافة السكانية 627.8 نسمة لكل كيلومتر مربع (1,626.0/ميل2). وبلغ عدد الوحدات السكنية 6,462 وحدة بمتوسط كثافة قدره 283.7 لكل كيلومتر مربع (734.8/ميل2).
وتوزع التركيب العرقي للمدينة بنسبة 82.75% من البيض و3.66% من الأمريكيين الأفارقة و1.33% من الأمريكيين الأصليين و0.43% من الأمريكيين ذوي الأصول الآسيوية و0.03% من سكان جزر المحيط الهادئ و9.36% من الأعراق الأخرى و2.44% من عرقين مختلطين أو أكثر و19.70% من الهسبانيون أو اللاتينيون من أي عرق.
بلغ عدد الأسر 5,591 أسرة كانت نسبة 37.5% منها لديها أطفال تحت سن الثامنة عشر تعيش معهم، وبلغت نسبة الأزواج القاطنين مع بعضهم البعض 57.9% من أصل المجموع الكلي للأسر، ونسبة 10% من الأسر كان لديها معيلات من الإناث دون وجود شريك، بينما كانت نسبة 3.6% من الأسر لديها معيلون من الذكور دون وجود شريكة وكانت نسبة 28.5% من غير العائلات. تألفت نسبة 26.5% من أصل جميع الأسر من عدة أفراد يعيشون في نفس المنزل ونسبة 13.2% كانت تتألف من شخص يعيش بمفرده يبلغ من العمر 65 عاماً أو أكثر. وبلغ متوسط حجم الأسرة المعيشية 2.52، أما متوسط حجم العائلات فبلغ 3.04.
بلغ العمر الوسطي للسكان 36.0 عاماً. وكانت نسبة 27.8% من القاطنين تحت سن الثامنة عشر، وكانت نسبة 9% بين الثامنة عشر والرابعة والعشرين عاماً، ونسبة 25.4% كانت واقعةً في الفئة العمرية ما بين الخامسة والعشرين والرابعة والأربعين عاماً، ونسبة 20.8% كانت ما بين الخامسة والأربعين والرابعة والستين، ونسبة 15.6% كانت ضمن فئة الخامسة والستين عاماً فما فوق. يوجد لكل 100 أنثى 95.2 ذكر، ويوجد لكل 100 أنثى في الثامنة عشر من عمرها فما فوق 91.1 ذكر.
بلغ متوسط دخل الأسرة في المدينة 34,653 دولارًا، أما متوسط دخل العائلة فبلغ 40,417 دولارًا. وكان متوسط دخل الذكور 39,207 دولارًا مقابل 19,654 دولارًا للإناث. وسجل دخل الفرد الخاص بالمدينة 16,869 دولارًا. وكانت نسبة 9.7% من العائلات ونسبة 12% من السكان تحت خط الفقر، وكان من هؤلاء نسبة 15.8% تحت سن الثامنة عشر ونسبة 6.3% في الخامسة والستين من العمر وما فوق.

### تعداد عام 2010
بلغ عدد سكان بورجير 13,251 نسمة بحسب تعداد عام 2010، وبلغ عدد الأسر 5,288 أسرة وعدد العائلات 3,550 عائلة مقيمة في المدينة. في حين سجلت الكثافة السكانية 581.7 نسمة لكل كيلومتر مربع (1,506.6/ميل2). وبلغ عدد الوحدات السكنية 6,325 وحدة بمتوسط كثافة قدره 277.7 لكل كيلومتر مربع (719.2/ميل2).
وتوزع التركيب العرقي للمدينة بنسبة 80.56% من البيض و3.61% من الأمريكيين الأفارقة و1.74% من الأمريكيين الأصليين و0.48% من الأمريكيين ذوي الأصول الآسيوية و0.04% من سكان جزر المحيط الهادئ و10.38% من الأعراق الأخرى و3.18% من عرقين مختلطين أو أكثر و27.29% من الهسبانيون أو اللاتينيون من أي عرق.
بلغ عدد الأسر 5,288 أسرة كانت نسبة 35.6% منها لديها أطفال تحت سن الثامنة عشر تعيش معهم، وبلغت نسبة الأزواج القاطنين مع بعضهم البعض 50.4% من أصل المجموع الكلي للأسر، ونسبة 11.8% من الأسر كان لديها معيلات من الإناث دون وجود شريك، بينما كانت نسبة 5% من الأسر لديها معيلون من الذكور دون وجود شريكة وكانت نسبة 32.9% من غير العائلات. تألفت نسبة 28.7% من أصل جميع الأسر من عدة أفراد يعيشون في نفس المنزل ونسبة 12% كانت تتألف من شخص يعيش بمفرده يبلغ من العمر 65 عاماً أو أكثر. وبلغ متوسط حجم الأسرة المعيشية 2.49، أما متوسط حجم العائلات فبلغ 3.05.
بلغ العمر الوسطي للسكان 35.6 عاماً. وكانت نسبة 27.7% من القاطنين تحت سن الثامنة عشر، وكانت نسبة 8.5% بين الثامنة عشر والرابعة والعشرين عاماً، ونسبة 24.9% كانت واقعةً في الفئة العمرية ما بين الخامسة والعشرين والرابعة والأربعين عاماً، ونسبة 24.8% كانت ما بين الخامسة والأربعين والرابعة والستين، ونسبة 14.1% كانت ضمن فئة الخامسة والستين عاماً فما فوق. وتوزع التركيب الجنسي للسكان بنسبة 49.3% ذكور و50.7% إناث.

## المناخ
يظهر الجدول التالي التغييرات المناخية على مدار السنة لبورجير:
| البيانات المناخية لـبورجير        | البيانات المناخية لـبورجير | البيانات المناخية لـبورجير | البيانات المناخية لـبورجير | البيانات المناخية لـبورجير | البيانات المناخية لـبورجير | البيانات المناخية لـبورجير | البيانات المناخية لـبورجير | البيانات المناخية لـبورجير | البيانات المناخية لـبورجير | البيانات المناخية لـبورجير | البيانات المناخية لـبورجير | البيانات المناخية لـبورجير | البيانات المناخية لـبورجير |
| الشهر                             | يناير                      | فبراير                     | مارس                       | أبريل                      | مايو                       | يونيو                      | يوليو                      | أغسطس                      | سبتمبر                     | أكتوبر                     | نوفمبر                     | ديسمبر                     | المعدل السنوي              |
| --------------------------------- | -------------------------- | -------------------------- | -------------------------- | -------------------------- | -------------------------- | -------------------------- | -------------------------- | -------------------------- | -------------------------- | -------------------------- | -------------------------- | -------------------------- | -------------------------- |
| متوسط درجة الحرارة الكبرى °ف (°م) | 51.0 (10.6)                | 55.3 (12.9)                | 63.6 (17.6)                | 72.3 (22.4)                | 80.8 (27.1)                | 88.8 (31.6)                | 92.8 (33.8)                | 90.0 (32.2)                | 84.2 (29.0)                | 73.5 (23.1)                | 60.8 (16.0)                | 50.1 (10.1)                | 72.0 (22.2)                |
| متوسط درجة الحرارة الصغرى °ف (°م) | 25.3 (−3.7)                | 28.1 (−2.2)                | 34.9 (1.6)                 | 43.2 (6.2)                 | 53.1 (11.7)                | 62.1 (16.7)                | 66.5 (19.2)                | 65.4 (18.6)                | 57.7 (14.3)                | 46.1 (7.8)                 | 34.5 (1.4)                 | 25.8 (−3.4)                | 45.2 (7.3)                 |
| الهطول إنش (مم)                   | 0.74 (19)                  | 0.71 (18)                  | 1.55 (39)                  | 1.82 (46)                  | 2.77 (70)                  | 3.30 (84)                  | 2.76 (70)                  | 3.59 (91)                  | 2.13 (54)                  | 1.93 (49)                  | 1.04 (26)                  | 0.83 (21)                  | 23.16 (588)                |
| متوسط تساقط الثلوج إنش (سم)       | 5.2 (13)                   | 4.0 (10)                   | 3.4 (8.6)                  | 0.9 (2.3)                  | 0.0 (0.0)                  | 0.0 (0.0)                  | 0.0 (0.0)                  | 0.0 (0.0)                  | 0.0 (0.0)                  | 0.2 (0.51)                 | 2.1 (5.3)                  | 5.3 (13)                   | 21.1 (54)                  |
| المصدر: NOAA                      |                            |                            |                            |                            |                            |                            |                            |                            |                            |                            |                            |                            |                            |

## أعلام
- بيل بيشوب
- دوني أندرسون
- دارلين كيتس
- إيك روبرتسون
- جيرالد مايرز